# تدانة (المحويت)

تعديل مصدري - تعديل

تدانة هي إحدى قرى عزلة بني الوليد بمديرية المحويت التابعة لمحافظة المحويت، بلغ تعداد سكانها 340 نسمة حسب تعداد اليمن لعام 2004.